# Bullet for My Valentine
Bullet for My Valentine (транскр.  Булит фор мај валентајн), познати и по скраћеници BFMV, велшки је хеви метал бенд из Бриџенда. Основан је 1998. године под именом Jeff Killed John (Џеф килд Џон) изводећи прераде песама Металике и Нирване. Мењајући музички стил, група је  променила и име 2002. године. До сада су издали шест студијских албума.

## Дискографија
Студијски албуми
- The Poison (2005)
- Scream Aim Fire (2008)
- Fever (2010)
- Temper Temper (2013)
- Venom (2015)
- Gravity (2018)